# Ezekias Papaioannou
Ezekias Papaioannou (8. října 1908 – 10. dubna 1989) byl kyperský komunistický politik a 3. generální tajemník strany AKEL
Narodil se ve vesnici Kelaki, v okresu Limassol a studoval na Americké akademii v Larnace.
V roce 1936 byl členem vojenské jednotky 60 kyperských levičáků, kteří se dobrovolně zapojili do bojů v Španělské občanské válce jako součásti Mezinárodních brigád. Po válce žil v Londýně, kde pracoval jako mlékař. Po návratu na Kypr se zapojil do místní politiky a stal se generálním tajemníkem Pokrokové strany pracujícího lidu (AKEL), tento post zastával až do své smrti v roce 1989.